# Ferruzzano
Ferruzzano – miejscowość i gmina we Włoszech, w regionie Kalabria, w prowincji Reggio Calabria.
Według danych na rok 2004 gminę zamieszkiwało 850 osób, 44,7 os./km².